# Новохоперськ
Новохоперськ (Новохоперське, рос. Новохопёрск) — місто у Воронезькій область РФ, адміністративний центр Новохоперського району.
Розташований на правому березі річки Хопер басейну Дону. Історично належить до Північної Слобожанщини, як крайня північно-східна точка українсько-російської етнографічної границі. Належить до історичного регіону розселення донського козацтва.

## Географія
Місто розташоване на правому березі річки Хопер (притока Дона) на висоті 50-70 м над рівнем річки, в 202 км від Воронежа.
Історичний центр міста оточують з півночі, через яр — Кримська (Косимська) гора, з півдня, через південний яр — Козача гора, а ще далі — Селіванова гора.
Від Новохоперська до найближчої залізничної станції Новохоперськ на лінії «Лиски — Поворино» — 5 км.

## Історія
У середині XVII столітті на території сучасного Новохоперська існувало козацьке містечко Пристанське, яке було зруйноване при придушенні Булавінського повстання у 1708 році. У 1710 році на цьому місці за указом Петра I розпочалося будівництво фортеці Хоперськ з корабельнею. У 1779 році їй було надано статус повітового міста під назвою Новохоперськ.
Під час Перших визвольних змагань 17 червня 1917 року в місті пройшла багатолюдна українська маніфестація, серед вимог якої було боротися за автономну Україну.